# Нарин (Казахстан)
Нари́н (каз. Нарын) — село у складі Ісатайського району Атирауської області Казахстану. Адміністративний центр Наринського сільського округу.
У радянські часи селище називалось Роз'їзд № 13. До 2006 року село мало статус станційного селища.
Населення — 812 осіб (2021; 842 у 2009, 651 у 1999, 395 у 1989).